# 伊達村賢 (川崎伊達家)
伊達 村賢（だて むらかた）は、江戸時代中期から後期にかけての武士。陸奥国仙台藩一門第九席・川崎伊達家4代当主。

## 生涯
安永6年（1777年）7月8日、水沢伊達家8代当主・伊達村儀の子として誕生。幼名は直躬。初名は景賢（かげかた）、ついで藩主・伊達斉村の偏諱を受け主殿村賢と名乗る。
寛政4年（1792年）6月、川崎伊達家3代当主・伊達村煕の婿養子・継嗣となる。
天保9年（1838年）2月10日死去。享年62。跡目を婿養子・宗和（伊達村則の子）が継いだ。